# Ardennite-(As)
La ardennite-(As) è un minerale conosciuto fino al 2007 come ardennite e rinominato in seguito al ritrovamento dell'ardennite-(V).